# Kloster Roermond (Liebfrauenkloster)
Das Kloster Roermond (auch Liebfrauenkloster oder Münsterabtei) ist eine ehemalige Zisterzienserinnenabtei in der Stadt Roermond in den Niederlanden.

## Geschichte

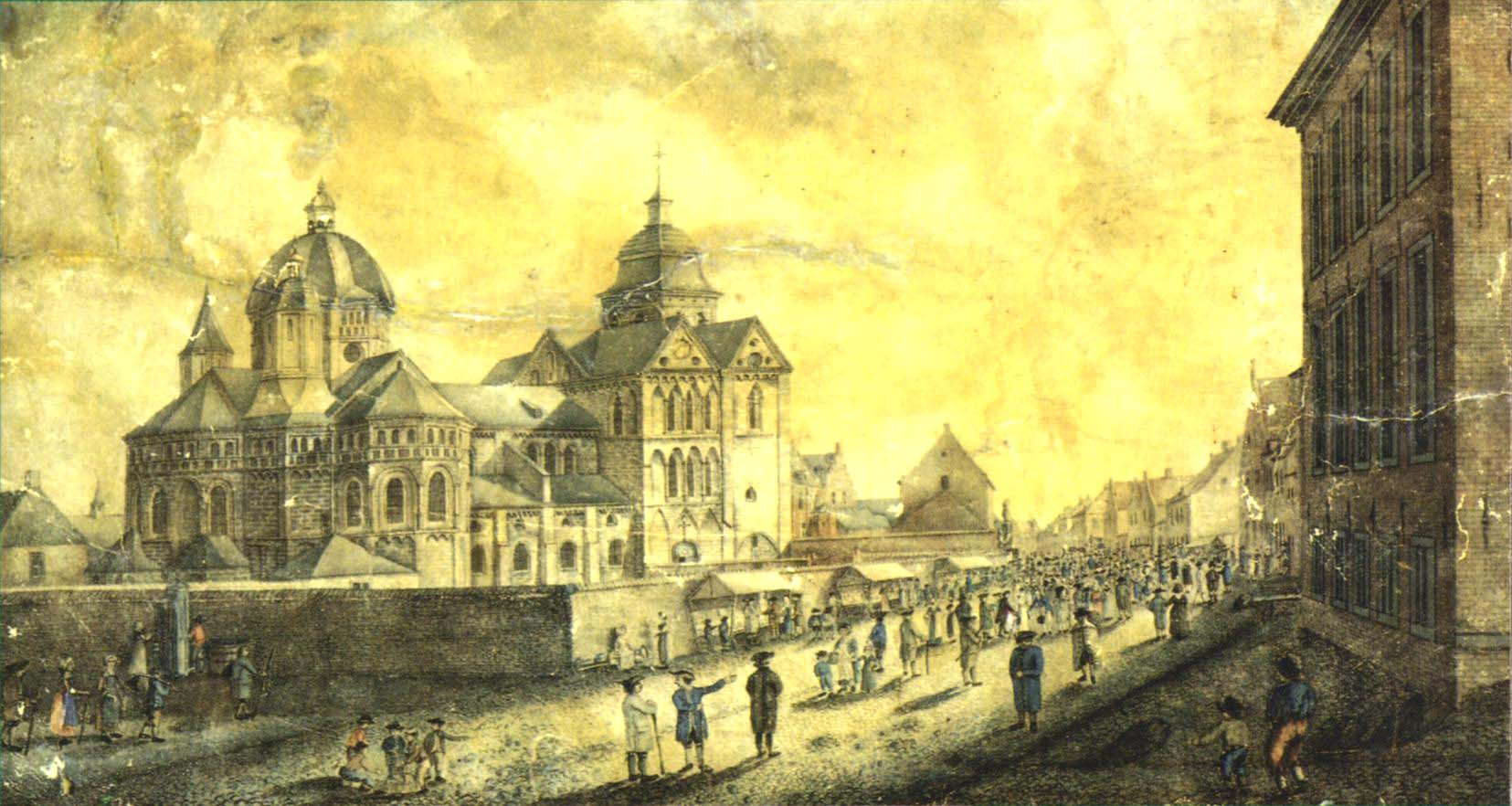
Die Abtei im 18. Jahrhundert

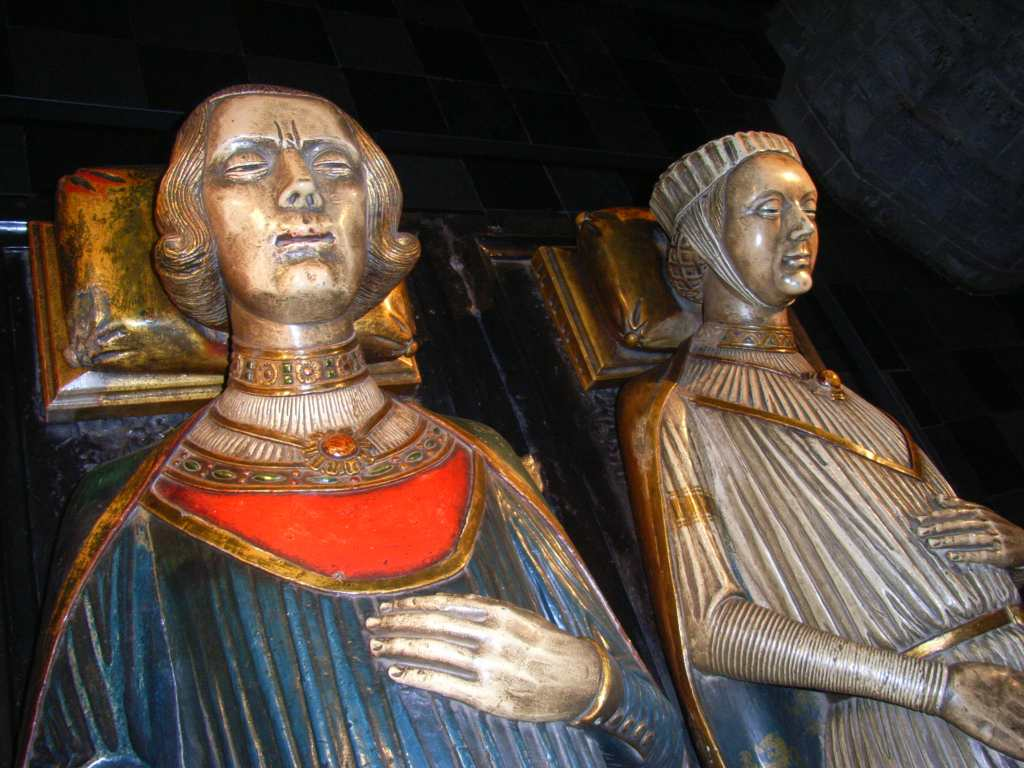
Grabplastiken der Stifter

Das Kloster wurde im Jahr 1218 von Graf Gerhard IV. von Geldern gestiftet. Erste Äbtissin war Richardis von Scheyern-Wittelsbach, die Mutter des Stifters. Das Kloster unterstand der Aufsicht des Abts von Kloster Kamp am Niederrhein. Die Kirche war als Begräbniskirche der Grafen von Geldern bestimmt. Weihen der Kirche (Onze Lieve Vrouw Munsterkerk) fanden schon 1220 und 1224 durch den Erzbischof von Köln, Engelbert, einen Neffen der Äbtissin, statt. Weitere Bauarbeiten im 13. Jahrhundert sind durch Ablässe von 1244 und 1258 dokumentiert, die zur Finanzierung beitrugen. Starken Nachwuchs führte 1258 zur Gründung der Niederlassung Gräfental bei Goch. Im Jahr 1300 zählte die Abtei 40 Nonnen. Seit 1543 konnte nur eine vom Kaiser vorgeschlagene Nonne zur Äbtissin gewählt werden. Das beim Stadtbrand von 1665 beschädigte Kloster überstand zwar die josefinischen Klosterauflösungen, wurde aber 1797 aufgelöst. Die Gebäude dienten später als Kaserne.

## Anlage
Von der Klosteranlage ist nur die Münsterkirche erhalten. Die letzten Überreste der Abteigebäude wurden 1924 abgebrochen. Der Bau der Kirche erfolgte in drei Phasen, wobei sich jeweils Planänderungen ergaben. Erhebliche Veränderungen fanden anlässlich der Restaurierung durch Pierre Cuypers in den Jahren 1863 bis 1890 statt. Nach einem Erdbeben wurde die Kirche 1992 erneut restauriert.

## Ausstattung
Zu nennen sind das Grabmal des Stifters Gerhard von Geldern († 1229) und seiner Ehefrau Margarethe von Brabant († 1231) mit Liegefiguren der Stifter in der Vierung sowie ein Retabel aus der Zeit um 1530 mit geschnitztem Schrein und bemalten Flügeln.